# Eueides pallida
Eueides pallida är en fjärilsart som beskrevs av Riffarth 1907. Eueides pallida ingår i släktet Eueides och familjen praktfjärilar. Inga underarter finns listade i Catalogue of Life.